# Anderson Cooper
Anderson Hays Cooper (ur. 3 czerwca 1967 w Nowym Jorku) – amerykański dziennikarz, autor i osobowość telewizyjna, prowadzący program informacyjny Anderson Cooper 360° w CNN, a także dorocznych CNN Heroes: An All-Star Tribute oraz New Year’s Eve Live.

## Życiorys
Urodził się 3 czerwca 1967 w Nowym Jorku, jako najmłodszy syn pisarza Wyatta Emory’ego Coopera oraz artystki, projektantki, pisarki i spadkobierczyni rodzinnej fortuny Glorii Vanderbilt. Jest prapraprawnukiem Corneliusa Vanderbilta, który był potentatem w transporcie morskim i kolejowym. Ojciec Andersona doświadczył serii ataków serca i zmarł 5 stycznia 1978 podczas operacji na otwartym sercu. Cooper wielokrotnie powtarzał po jego śmierci o więzi, jaka ich łączyła oraz o dużych podobieństwach między nimi. Starszy brat Andersona, Carter Vanderbilt, popełnił samobójstwo 22 lipca 1988, zeskakując na oczach matki z tarasu ich apartamentu położonego na 14. piętrze jednego z nowojorskich wieżowców. Gloria Vanderbilt napisała o śmierci syna w książce A Mother’s Story, w której wyraziła przekonanie, że samobójstwo spowodowane było psychozą wynikającą z alergii na lek przeciw astmie, salbutamol. Anderson wymienia śmierć brata jako jedną z przyczyn wzrostu zainteresowania dziennikarstwem. Anderson ma także dwóch braci przyrodnich, Leopolda Stanislausa „Stana” Stokowskiego (ur. 1950) oraz Christophera Stokowskiego (ur. 1952), z wcześniejszego małżeństwa matki z Leopoldem Stokowskim, dyrygentem polskiego pochodzenia.
Gdy był dzieckiem, jego zdjęcia (autorstwa Diane Arbus) ukazały się w magazynie „Harper’s Bazaar”. W wieku trzech lat gościł z matką w jednym z wydań programu The Tonight Show. Przez trzy lata, w wieku 10-13 lat był modelem Ford Models i brał udział w pokazach Ralpha Laurena, Calvina Kleina oraz Macy’s.
Podczas drugiego semestru nauki w Dalton School, w wieku 17 lat, wyjechał do Afryki Południowej. Zachorował tam na malarię i był hospitalizowany w kenijskim szpitalu. W 1985 ukończył Dalton School i kontynuował swoją edukację na Uniwersytecie Yale, gdzie studiował politologię i stosunki międzynarodowe. Podczas nauki w college’u spędził dwa okresy letnie pracując w Centralna Agencja Wywiadowcza. Mimo że nie posiadał formalnego wykształcenia dziennikarskiego, wolał poświęcić się karierze w mediach, niż pozostać w agencji po ukończeniu szkoły. Po pierwszych doświadczeniach korespondencyjnych na początku lat 90. zrobił sobie przerwę od pracy i zamieszkał na rok w Wietnamie, gdzie studiował język wietnamski na University of Hanoi. Opowiadając o swoim pobycie w Wietnamie w programie Students & Leaders Cooper przyznał, że od tamtego czasu zapomniał większości rzeczy, których się tam nauczył, w tym tego, jak posługiwać się językiem wietnamskim.

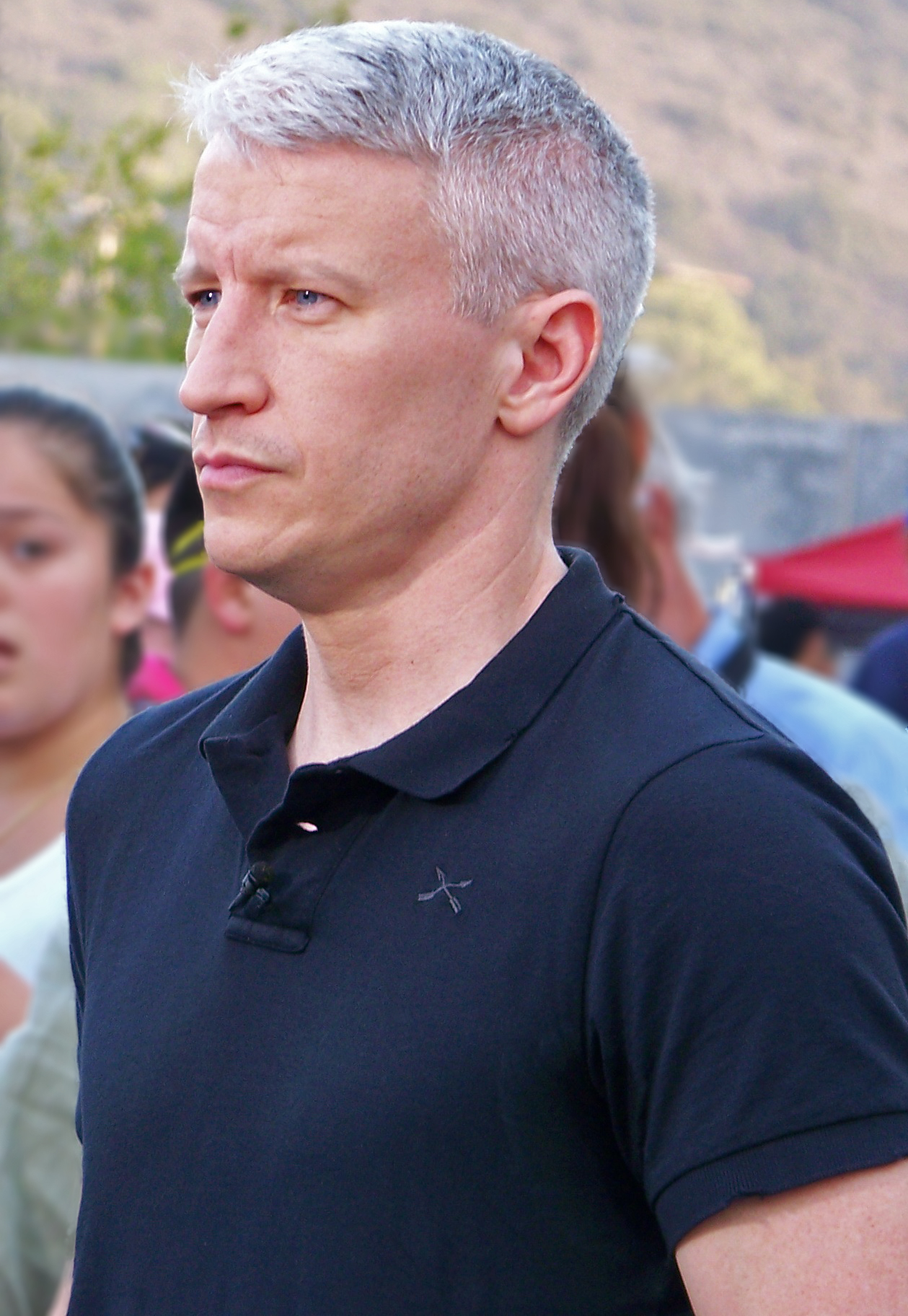
Anderson Cooper na Qualcomm Stadium podczas serii pożarów w Kalifornii w 2007 roku

Po ukończeniu Yale University Cooper bezskutecznie próbował znaleźć angaż w ABC. Po tym niepowodzeniu postanowił wyrobić sobie fałszywą legitymację prasową. W międzyczasie podjął pracę w małej agencji informacyjnej Channel One, produkującej programy informacyjne dla dzieci i młodzieży. Wyjechał na własny koszt do Mjanmy i, wykorzystując legitymację, spotkał się ze studentami przeciwstawiającymi się birmańskiemu rządowi. Po powrocie do Stanów Zjednoczonych sprzedał swoje segmenty informacyjne Channel One.
Po nakręceniu wszystkich materiałów w Birmie przeprowadził się na rok do Wietnamu, gdzie studiował tamtejszy język na University of Hanoi. Channel One umożliwił mu zabranie ze sobą kamery Hi-8, dzięki której zaczął filmować życie i kulturę wietnamską, a gotowe reportaże były emitowane na antenie stacji. Ostatecznie powrócił jednak do pracy korespondenta wojennego, odwiedzając m.in. Somalię, Bośnię i Rwandę. Wytłumaczył później, że wpływ na wybór tych miejsc miała śmierć jego brata: „Jedyną rzeczą, którą naprawdę wiedziałem było to, że cierpiałem i potrzebowałem jechać gdzieś, gdzie ból wokół był taki sam, jaki czułem wewnątrz siebie.” Przyznał również, że podczas tego okresu stał się „zafascynowany konfliktem”. W wyniku tego stawał się coraz bardziej odporny na przemoc, a horror ludobójstwa w Rwandzie stał się „błahostką”: „Miałem zobaczyć kilkanaście ciał i pomyślałem: jest ich kilkanaście, nie jest tak źle.” Jednakże jego podejście zmieniło jedno wydarzenie:

Na poboczu drogi [Cooper] podszedł do pięciu ciał, które leżały pod gołym niebem od kilku dni. Skóra dłoni kobiety schodziła jak rękawiczka. Wyrażając fascynację Cooper wyjął aparat i, po zbliżeniu, zrobił zdjęcie do swojego prywatnego albumu. Gdy to robił, ktoś inny zrobił zdjęcie jemu. Później ta osoba pokazała Cooperowi fotografię, mówiąc «Musisz spojrzeć na to, co robiłeś.» Anderson wytłumaczył: «Właśnie wtedy zdałem sobie sprawę, że muszę przestać, (...) muszę nakręcić reportaż z jakiegoś stanowego jarmarku, konkursu piękności albo czegokolwiek, żeby przypomnieć sobie o niektórych perspektywach.»

W 1995 został korespondentem ABC News, ostatecznie awansując w 1999 do roli współprowadzącego programu World News Now. W 2000 zmienił kierunek swojej kariery i podjął się prowadzenia reality show ABC, The Mole:

Podczas ostatniego roku w ABC pracowałem nocami w programie informacyjnym, a dniami w 20/20. Spałem dwu- lub czterogodzinnymi zmianami. Byłem naprawdę zmęczony i chciałem zmiany. Chciałem oczyścić moją głowę i odpocząć trochę od wiadomości. Interesowałem się programami reality - i to było interesujące.

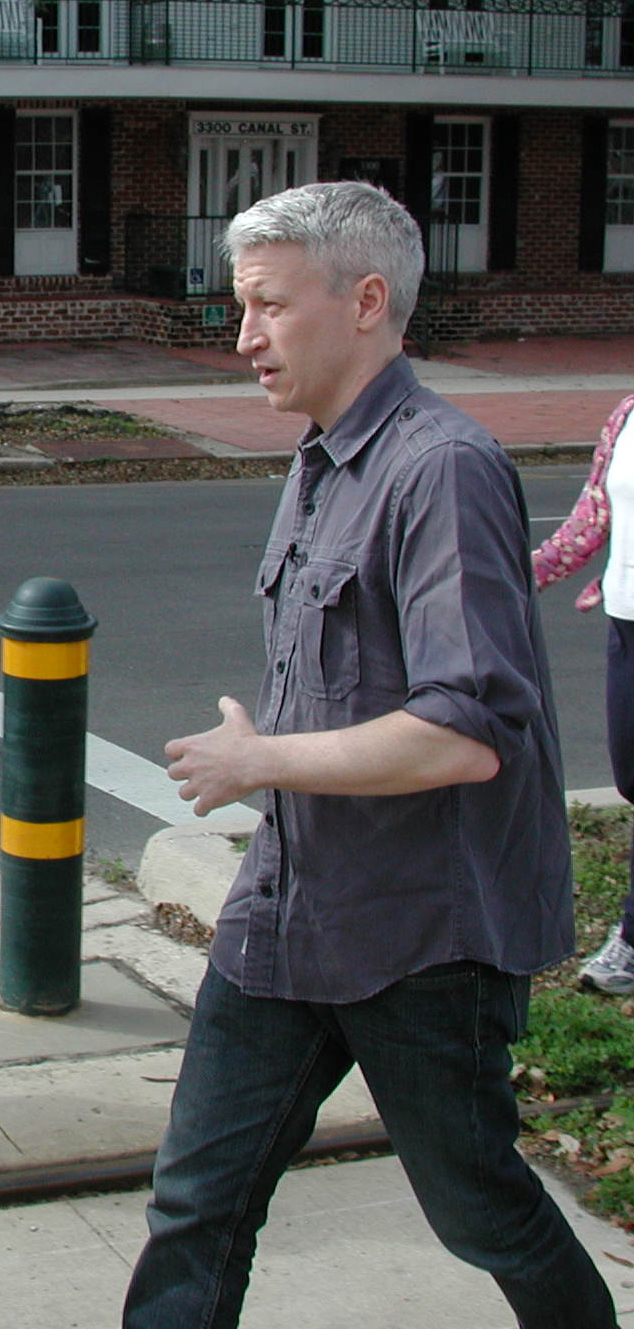
Cooper podczas marszu przeciw przemocy, który odbył się 11 stycznia 2007 roku w Nowym Orleanie

Opuścił The Mole po zakończeniu drugiej serii i powrócił w 2001 do prezentowania wiadomości w CNN, komentując to: „Dwie serie były dla mnie wystarczające, wydarzył się również 9/11 i uznałem, że muszę wrócić do wiadomości.” Jego pierwszym stanowiskiem w CNN było współprowadzenie z Paulą Zahn porannego programu American Morning. W 2002 stał się prime time’owym prowadzącym w weekendy. Od tego czasu prowadzi doroczny New Year’s Eve Live transmitowany na żywo z Times Square. 8 września 2003 roku premierę miał jego własny program Anderson Cooper 360°.
W 2005 relacjonował wiele ważnych wydarzeń, w tym tsunami na Sri Lance, cedrową rewolucję w Libanie, śmierć Jana Pawła II oraz królewski ślub księcia Karola i Camilli Parker Bowles. Podczas sprawozdania CNN na temat skutków Huraganu Katrinaskonfrontował się z Mary Landrieu, Trentem Lottem i Jessem Jacksonem na temat ich postrzegania reakcji rządu. Przyznał on później w wywiadzie z magazynem New York: „Tak, wolałbym nie być tak emocjonalny i nie smucić się, ale jest to ciężkie, gdy jesteś otoczony przez dzielnych ludzi, którzy cierpią i są w potrzebie.”
W sierpniu 2005 zdawał relację z żywieniowego kryzysu w Nigrze. We wrześniu format programu NewsNight został zmieniony z 60 do 120 minut, by rozwinąć temat sezonu huraganowego. Cooper stał się czasowo współprowadzącym, jednak jeszcze tego samego miesiąca prezydent CNN, Jonathan Klein, ogłosił, że pozostanie on w programie na stałe i określił Andersona mianem „dziennikarza przyszłości”. Spowodowane to było znacznym wzrostem oglądalności wydań NewsNight z Andersonem. 2 listopada Klein ogłosił zmiany programowe stacji. 360° Coopera został przedłużony do 2 godzin i przeniesiony na godz. 22:00, o której był dotychczas nadawany NewsNight. Aaron Brown opuścił CNN po wymianie zdań z Kleinem, tłumacząc, że nie pozostawiono mu możliwości prowadzenia programów.
Występował w roli gościnnego prowadzącego talk-show Live with Regis and Kelly w 2007, kiedy Regis Philbin przeszedł operację serca. Na początku 2007 podpisał wieloletni kontrakt z CNN, który pozwolił mu na dalszy wkład w program 60 Minutes, a także zwiększył jego roczne wynagrodzenie dwukrotnie, z 2 do 4 mln dol. Również w 2007 zaczął również prowadzić program CNN Heroes: An All-Star Tribute, w którym przedstawiane są niezwykłe osiągnięcia zwykłych ludzi, a w październiku zrealizował wraz z Sanjayem Guptą i Jeffem Corwinem dokument Planet in Peril, który wyemitowany został na antenach CNN oraz Animal Planet. W 2008, wraz z Guptą i Lisą Lang z National Geographic Explorer stworzyli w 2008 jego sequel, Planet in Peril: Battle Lines.
W 2010 relacjonował dla CNN wydarzenia z Haiti, gdzie w wyniku trzęsienia ziemi zginęło co najmniej 150 tys. osób, a także współprowadził stamtąd telethon Hope for Haiti Now. W 2021 został gościnnym prowadzącym teleturnieju Jeopardy!.

## Twórczość
W maju 2006 opublikował pamiętnik, Dispatches from the Edge, opisujący jego życie i pracę na Sri Lance oraz w Afryce, Iraku i Luizjanie. Część dochodu ze sprzedaży książki przekazana została na cele charytatywne. 18 czerwca Dispatches from the Edge zajęła 1. miejsce na liście bestsellerów New York Timesa.
Jest również autorem wielu artykułów, które publikowane były w różnych magazynach, w tym w Details.

## Życie prywatne
Nigdy się nie ożenił i unika rozmów o życiu prywatnym, argumentując to chęcią ochrony swojej neutralności jako dziennikarz. Jego postawa kontrastuje z postępowaniem matki, która spędziła życie w świetle tabloidów i publikowała pamiętniki na temat powiązań ze sławami. Cooper postanowił, że „nie powtórzy tej strategii”.
Niezależne media informowały, że Cooper jest gejem. Publicysta magazynu Out Josh Kilmer-Purcell stwierdził, że w latach 90. w ABC „powszechną wiedzą było to, że Anderson jest gejem”. W 2007 ta sama gazeta umieściła go na 2. miejscu (wyprzedził go David Geffen) listy najbardziej wpływowych homoseksualistów w Stanach Zjednoczonych. Zapytany o swoją orientację, Cooper powiedział: „Rozumiem, dlaczego ludzie mogą się tym interesować. Ale ja po prostu nie mówię o swoim życiu prywatnym. To decyzja, którą podjąłem dawno temu, jeszcze zanim pomyślałem, że kogokolwiek będzie ono interesować. Bycie reporterem zobowiązuje do bycia obserwatorem i wymaga zdolności do adaptacji z każdą grupą, w której się przebywa i nie chcę zrobić niczego, co mogłoby temu zagrozić”. Wyjawił przy okazji, że chciałby mieć rodzinę i dzieci.
2 lipca 2012 na portalu The Daily Beast opublikowany został mail do Andrew Sullivana, w którym Cooper potwierdził, że jest gejem, wyjaśniając przyczyny tak długiego milczenia w tej kwestii. W marcu 2018 potwierdził informację o rozstaniu z partnerem, Benjaminem Maisanim.

## Nagrody
- National Headliners Award (2005) za relacje o tsunami na Sri Lance[29]
- Emmy za wkład w relacje ABC z pogrzebu Księżnej Diany oraz kolejna Emmy za materiały o kryzysie w Nigrze[30]
- Silver Plaque na Chicago International Film Festival za raporty z Sarajewa
- Bronze Telly za relacje o kryzysie w Somalii
- Bronze Award na National Educational Film and Video Festival za raport o islamie
- GLAAD Media Award (2001) za materiał o sportowcu Coreyu Johnsonie[31]
- Order „Za zasługi” III klasy (Ukraina, 2022)[32]